# 周子健
周子健（1914年4月1日—2003年3月24日），男，安徽临泉人，中华人民共和国政治人物。中共第十一届中央候补委员，第十二届中央委员。第五、六届全国人大代表。中顾委委员。

## 生平
1914年4月1日，周子健生于安徽省临泉县土陂乡。1932年，参加中国共产党的外围组织“反帝大同盟”。1936年1月，加入中国共产党。1937年赴延安，入中国人民抗日军政大学、中央党校学习。1940年起，历任八路军西安办事处科长、处长，曾短暂出任延安交际处副处长（金城任处长）。1947年4月任中共中央统战部秘书处副处长
1949年1月31日晚12时北平和平解放签字后，周子健作为中央先遣小组4名成员之一（四名成员为齐燕铭（中共中央统战部秘书长）、周子健（中共中央统战部秘书处副处长）、金城、申伯纯（华北人民政府交际处处长）），于当夜自西柏坡启程赴北平，负责接收中南海和北京饭店。2月7日由傅作义部手中接收中南海后，以“中南海办事处”的名义对外活动，周子健为负责人（正式文件中周子健是中南海办事处处长，但他承认自己是负责人，不承认是处长）。到北平之后，1949年周子健升任中共中央统战部秘书处处长，申伯纯改任中共中央统战部交际处处长。1949年6月，报纸正式公布了新政协筹备会办事机构及负责人名单，周子健任新政协筹备会庶务处处长，参加筹备中国人民政治协商会议第一届全体会议。
1949年10月中华人民共和国中央人民政府成立。1950年，周子健任政务院秘书厅副主任，政务院机关事务管理局副局长、党组书记（是该局首任党组书记）。
1952年，周子健调到中央人民政府第一机械工业部（后来改为中华人民共和国第一机械工业部）工作，历任局长、部长助理、副部长。1977年，任中华人民共和国第一机械工业部部长，党的核心领导小组组长。1981年2月，出任中共安徽省委书记、安徽省人民政府省长。1982年4月，任中共安徽省委代理第一书记、安徽省省长。1983年，获聘出任国家计委特邀顾问。
2003年3月24日，周子健在北京病逝，享年89岁。